# Rhododendron schlippenbachii
Rhododendron schlippenbachii är en ljungväxtart som beskrevs av Carl Maximowicz. Rhododendron schlippenbachii ingår i släktet rododendron, och familjen ljungväxter. Utöver nominatformen finns också underarten R. s. albiflorum.

## Bildgalleri

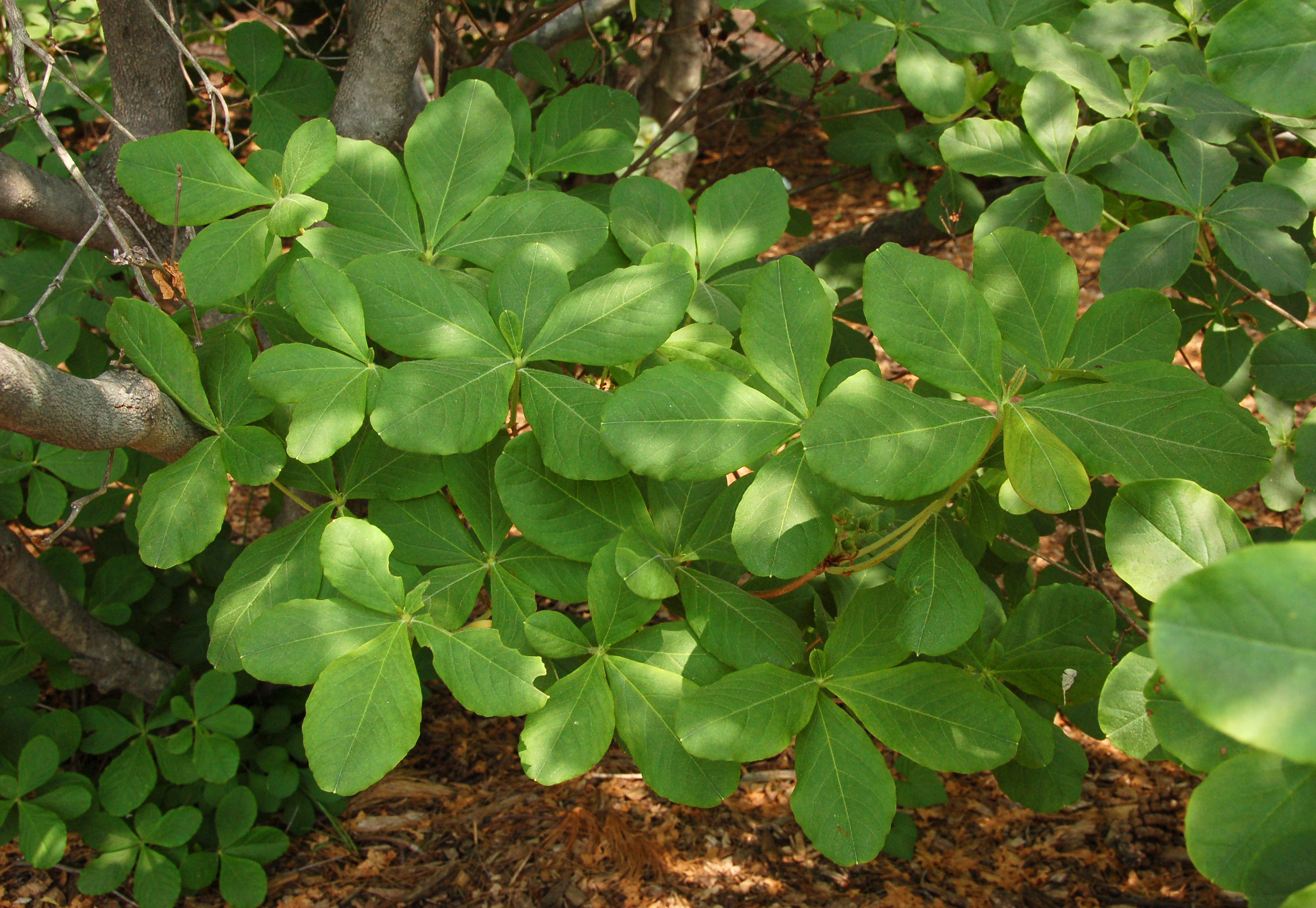
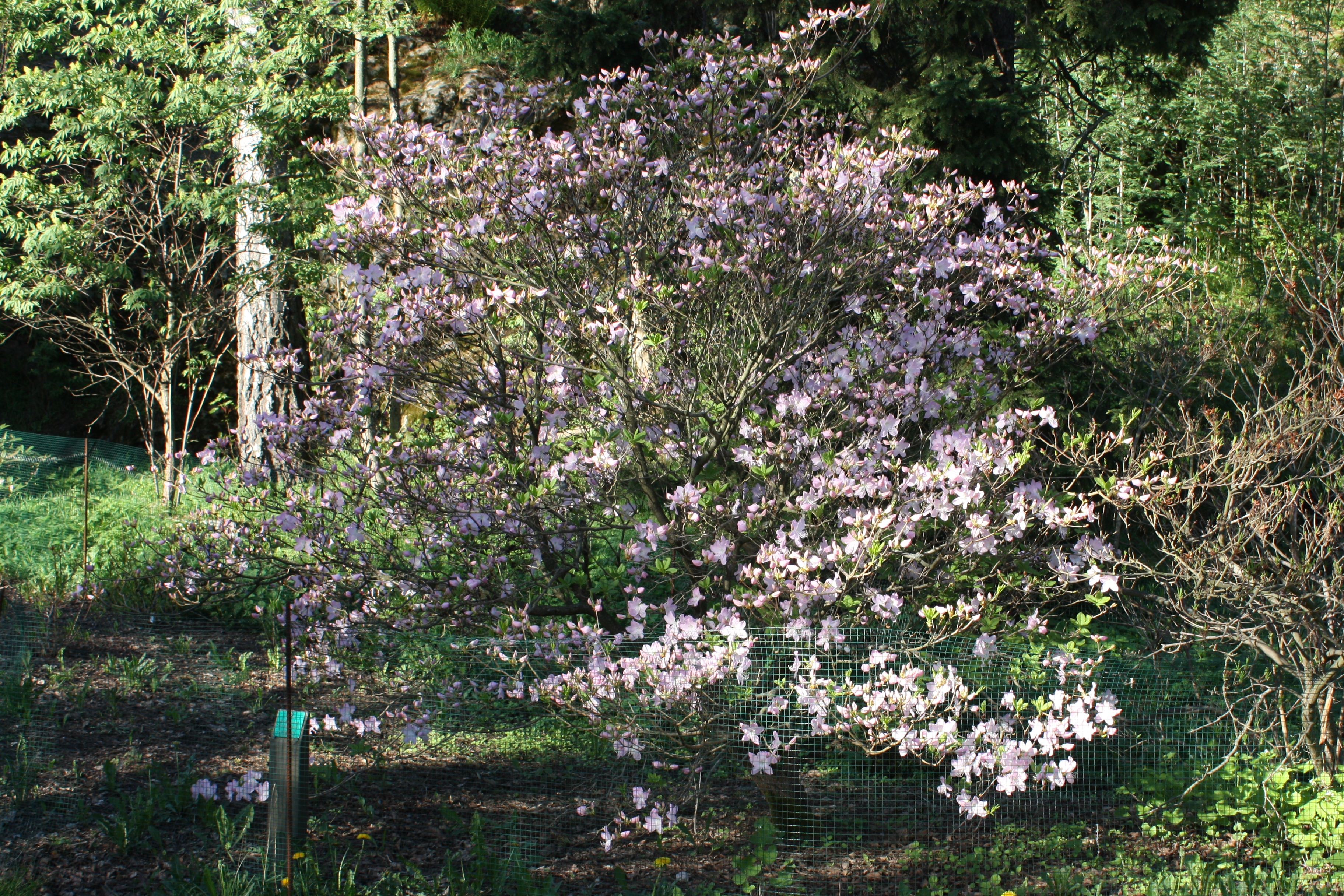
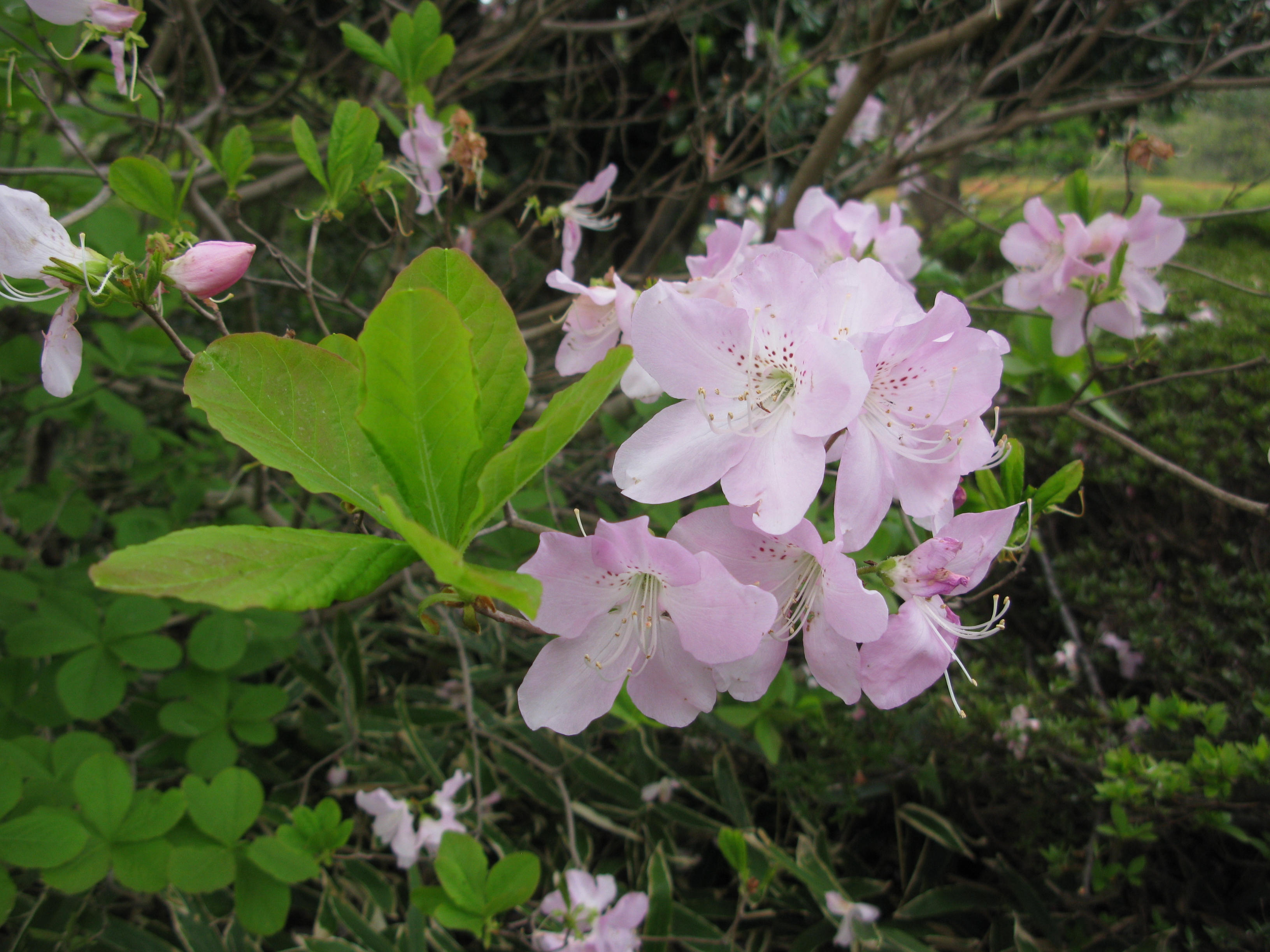
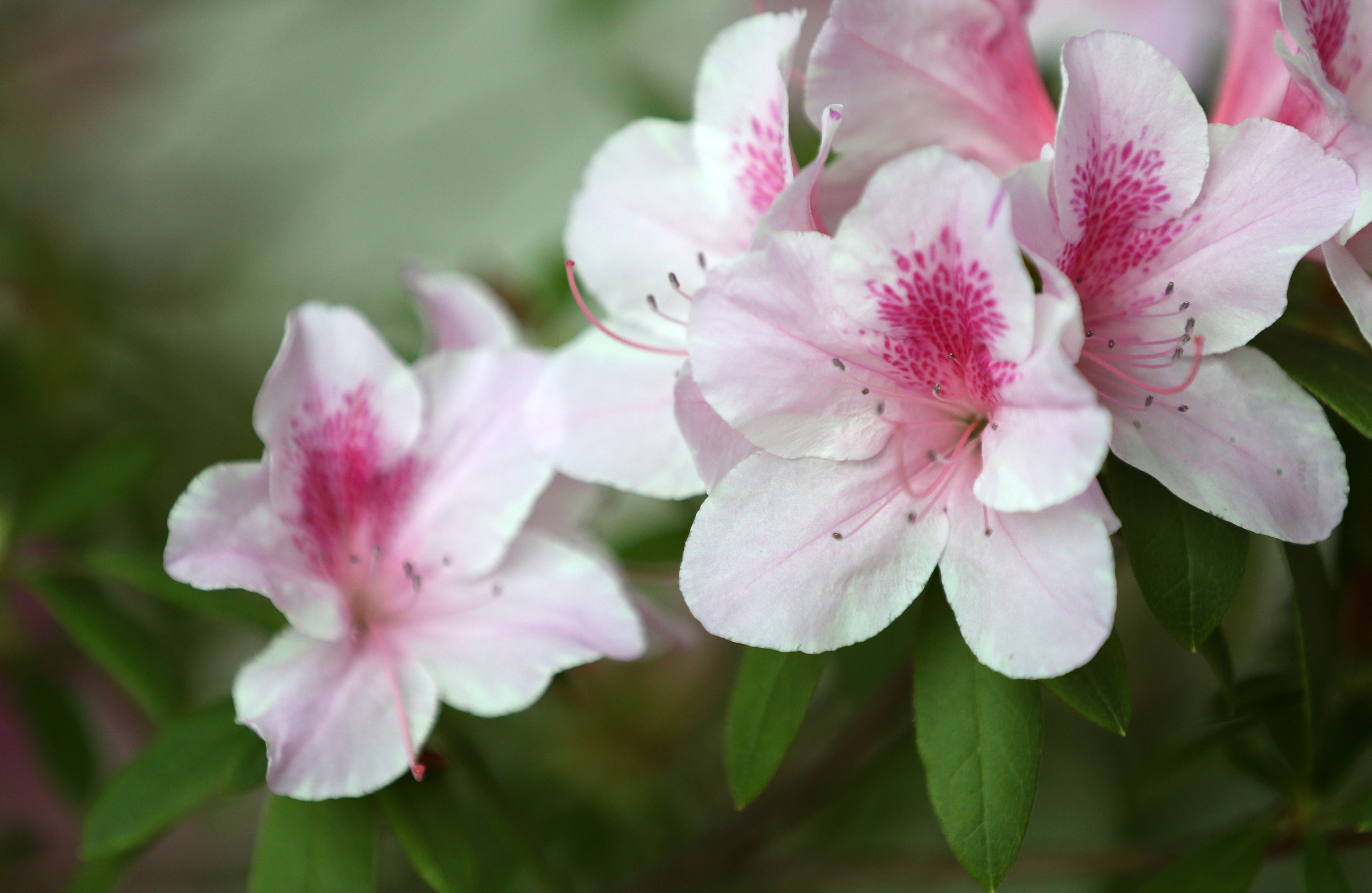
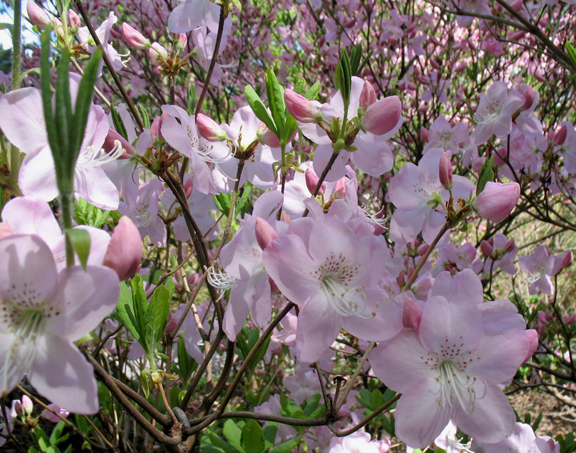
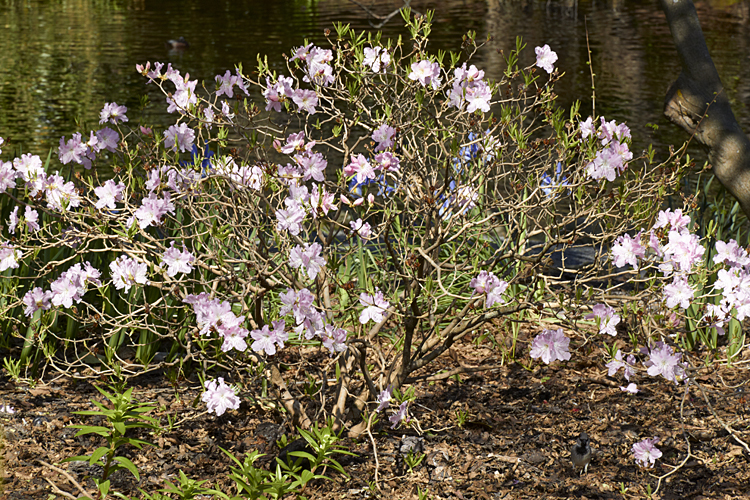